# Gran Premi del Brasil del 2014
El Gran Premi del Brasil de Fórmula 1 de la temporada 2014 s'ha disputat al circuit d'Interlagos, del 7 al 9 de novembre del 2014.

## Resultats de la qualificació
| Pos                  | No | Pilot             | Constructor          | Part 1   | Part 2      | Part 3   | Sortida |
| -------------------- | -- | ----------------- | -------------------- | -------- | ----------- | -------- | ------- |
| 1                    | 6  | Nico Rosberg      | Mercedes             | 1:10.347 | 1:10.303    | 1:10.023 | 1       |
| 2                    | 44 | Lewis Hamilton    | Mercedes             | 1:10.457 | 1:10.712    | 1:10.056 | 2       |
| 3                    | 19 | Felipe Massa      | Williams-Mercedes    | 1:10.602 | 1:10.343    | 1:10.247 | 3       |
| 4                    | 77 | Valtteri Bottas   | Williams-Mercedes    | 1:10.832 | 1:10.421    | 1:10.305 | 4       |
| 5                    | 22 | Jenson Button     | McLaren-Mercedes     | 1:11.097 | 1:11.127    | 1:10.930 | 5       |
| 6                    | 1  | Sebastian Vettel  | Red Bull-Renault     | 1:11.880 | 1:11.129    | 1:10.938 | 6       |
| 7                    | 20 | Kevin Magnussen   | McLaren-Mercedes     | 1:11.134 | 1:11.211    | 1:10.969 | 7       |
| 8                    | 14 | Fernando Alonso   | Ferrari              | 1:11.558 | 1:11.215    | 1:10.977 | 8       |
| 9                    | 3  | Daniel Ricciardo  | Red Bull-Renault     | 1:11.593 | 1:11.208    | 1:11.075 | 9       |
| 10                   | 7  | Kimi Räikkönen    | Ferrari              | 1:11.193 | 1:11.188    | 1:11.099 | 10      |
| 11                   | 21 | Esteban Gutiérrez | Sauber-Ferrari       | 1:11.520 | 1:11.591    |          | 11      |
| 12                   | 27 | Nico Hülkenberg   | Force India-Mercedes | 1:11.848 | 1:11.976    |          | 12      |
| 13                   | 99 | Adrian Sutil      | Sauber-Ferrari       | 1:11.943 | 1:12.099    |          | 13      |
| 14                   | 26 | Daniïl Kviat      | Toro Rosso-Renault   | 1:11.423 | Sense temps |          | 171     |
| 15                   | 8  | Romain Grosjean   | Lotus-Renault        | 1:12.037 |             |          | 14      |
| 16                   | 25 | Jean-Éric Vergne  | Toro Rosso-Renault   | 1:12.040 |             |          | 15      |
| 17                   | 11 | Sergio Pérez      | Force India-Mercedes | 1:12.076 |             |          | 182     |
| 18                   | 13 | Pastor Maldonado  | Lotus-Renault        | 1:12.233 |             |          | 16      |
| 107% temps: 1:15.271 |    |                   |                      |          |             |          |         |
| Font:                |    |                   |                      |          |             |          |         |

Notes:
- ^1  — Daniïl Kviat va ser penalitzat amb set posicions a la graella de sortida per completar la sanció rebuda al GP anterior.[1]
- ^2  — Sergio Pérez va ser penalitzat amb set posicions a la graella de sortida per completar la sanció rebuda al GP anterior.[1]

## Resultats de la Cursa
| Pos   | No | Pilot             | Constructor          | Voltes | Temps / Retirada   | Pos.Sortida | Punts |
| ----- | -- | ----------------- | -------------------- | ------ | ------------------ | ----------- | ----- |
| 1     | 6  | Nico Rosberg      | Mercedes             | 71     | 1h 30' 02. 555     | 1           | 25    |
| 2     | 44 | Lewis Hamilton    | Mercedes             | 71     | + 1.457 s          | 2           | 18    |
| 3     | 19 | Felipe Massa      | Williams-Mercedes    | 71     | + 41.031 s         | 3           | 15    |
| 4     | 22 | Jenson Button     | McLaren-Mercedes     | 71     | + 48.658 s         | 5           | 12    |
| 5     | 1  | Sebastian Vettel  | Red Bull-Renault     | 71     | + 51.420 s         | 6           | 10    |
| 6     | 14 | Fernando Alonso   | Ferrari              | 71     | + 1:01.906 min.    | 8           | 8     |
| 7     | 7  | Kimi Räikkönen    | Ferrari              | 71     | + 1:03.730 min.    | 10          | 6     |
| 8     | 27 | Nico Hülkenberg   | Force India-Mercedes | 71     | + 1:03.934 min.    | 12          | 4     |
| 9     | 20 | Kevin Magnussen   | McLaren-Mercedes     | 71     | + 1:10.085 min.    | 7           | 2     |
| 10    | 77 | Valtteri Bottas   | Williams-Mercedes    | 70     | + 1 Volta          | 4           | 1     |
| 11    | 26 | Daniïl Kviat      | Toro Rosso-Renault   | 70     | + 1 Volta          | 17          |       |
| 12    | 13 | Pastor Maldonado  | Lotus-Renault        | 70     | + 1 Volta          | 16          |       |
| 13    | 25 | Jean-Éric Vergne  | Toro Rosso-Renault   | 70     | + 1 Volta          | 15          |       |
| 14    | 21 | Esteban Gutiérrez | Sauber-Ferrari       | 70     | + 1 Volta          | 11          |       |
| 15    | 11 | Sergio Pérez      | Force India-Mercedes | 70     | + 1 Volta          | 18          |       |
| 16    | 99 | Adrian Sutil      | Sauber-Ferrari       | 70     | + 1 Volta          | 13          |       |
| 17    | 8  | Romain Grosjean   | Lotus-Renault        | 63     | Unitat de potència | 14          |       |
| Ret   | 3  | Daniel Ricciardo  | Red Bull-Renault     | 39     | Suspensions        | 9           |       |
| Font: |    |                   |                      |        |                    |             |       |